# کتابخانه تخصصی
کتابخانه تخصصی که با عنوان کتابخانه اختصاصی هم شناخته می شود، نوعی کتابخانه است که در یک موضوع خاص یا برای مخاطبان خاصی فعالیت می کند. از دیدگاه سازمانی، کتابخانه تخصصی، واحدی است از یک سازمان که هدف آن فراهم ساختن اطلاعات خاص برای پیشرفت کار سازمان یا برای گروه محدودی است.
وظایف این کتابخانه عبارتند از:
- بررسی و ارزشیابی نشریات جاری
- سازمان دادن اطلاعات چاپی و غیر چاپی مربوطه
- جمع کردن اطلاعات نشریات و اطلاعات از داخل و خارج کتابخانه و انتشار این اطلاعات به صورت چکیده، یادداشت یا فهرست مندرجات نشریات و غیره است[۱].